# Prefettura di Durazzo
La prefettura di Durazzo (in albanese: Qarku i Durrësit) è una delle 12 prefetture dell'Albania.

## Municipalità
In seguito alla riforma amministrativa del 2015 la prefettura risulta composta dalle seguenti municipalità:
| Municipalità | Ex-comuni (pre-2015)                                  | Distretto |
| ------------ | ----------------------------------------------------- | --------- |
| Durazzo      | Durazzo, Ishëm, Katund i Ri, Manëz, Rrashbull, Sukth  | Durazzo   |
| Kruja        | Bubq, Cudhi, Fushë Krujë, Kodër Thumanë, Kruja, Nikël | Kruja     |
| Shijak       | Gjepalaj, Maminas, Shijak, Xhafzotaj                  | Durazzo   |

Prima della riforma amministrativa la prefettura comprendeva i distretti di:
- Durazzo
- Kruja